# أندرسون أوليفيرا (لاعب كرة قدم)
أندرسون أوليفيرا هو لاعب كرة قدم برازيلي في مركزي الوسط، ولد في 16 يوليو 1998 في سينوب في البرازيل. لعب مع نادي بورتيمونينسي.

## وصلات خارجية
- أندرسون أوليفيرا (لاعب كرة قدم) على موقع قاعدة بيانات كرة القدم.إي يو (الإنجليزية)
- أندرسون أوليفيرا (لاعب كرة قدم) على موقع Soccerway.com (الإنجليزية)